# Magnac-Lavalette-Villars
Magnac-Lavalette-Villars är en kommun i departementet Charente i regionen Nouvelle-Aquitaine i västra Frankrike. Kommunen ligger  i kantonen Villebois-Lavalette som ligger i arrondissementet Angoulême. År 2022 hade Magnac-Lavalette-Villars 487 invånare.

## Befolkningsutveckling
Antalet invånare i kommunen Magnac-Lavalette-Villars
Referens:INSEE